# Ricardo Gutiérrez
Ricardo Gutiérrez (Arrecifes, 10 de noviembre de 1836 - Buenos Aires 23 de septiembre de 1896) fue un médico y escritor argentino.

## Biografía
Cursó los estudios en el Colegio Nacional de Buenos Aires y fue alumno de Amadeo Jacques. Se inscribió en la Facultad de Derecho, pero terminó graduándose en la escuela de Medicina. Debió interrumpir sus estudios para alistarse en el ejército a las órdenes del general Bartolomé Mitre para combatir en la batalla de Cepeda y en la de Pavón.
Ya en el medio convulsivo que siguió a la caída de Rosas y precedió a la batalla de Pavón, hizo sus primeros ensayos literarios, completando después fragmentariamente su obra: su más alta producción poética perteneció a su primera juventud. Fue "el poeta de la tristeza y de la piedad", y "en la monotonía que algunos le achacan, hay admirable unidad de inspiración".
A los 22 años se hizo conocer en las letras por haber escrito La fibra salvaje, al que le siguieron Lázaro, El libro de las lágrimas y El libro de los cantos.
Participó como voluntario desde 1865 y por cinco años en la Guerra de la Triple Alianza, organizando los servicios sanitarios. Los países aliados lo condecoraron por su honroso comportamiento.
Se destacó también en la lucha contra las epidemias de cólera (1867 y 1877) y de fiebre amarilla (1871). En este último año emprendió un viaje de perfeccionamiento a Europa becado por el gobierno. Se especializó en enfermedades de niños, considerándosele uno de los primeros especialistas en Argentina.
Impulsó la creación del Hospital de Niños de Buenos Aires, que desde 1946 lleva su nombre, asumiendo su dirección al regresar de Europa tres meses después de su inauguración. Estuvo en ese cargo hasta que murió 25 años después. "Médico genial, de un prestigio único en nuestro país, su dedicación a los niños desvióle del arte" Se lamenta Argerich: "¡Lástima que no haya escrito el poema de la enfermedad, de la agonía o de la salvación del niño, dejándonos el más punzante y el más hermoso de los cantos!".
En 1879 fundó junto a sus hermanos La Patria Argentina, donde publicó en folletín la novela Cristian (1880), exaltación de su romanticismo amoroso.

## Análisis literario
Entre los poemas más populares figuran:
- La victoria (Escrita en ocasión de la guerra del Paraguay)
- El Misionero (Poesía breve donde exalta la conquista espiritual de América).
- La Oración
- Los Nocturnos
- La hermana de caridad

"En su producción es necesario distinguir entre los poemas que el autor, por primera inspiración, llamó Cantos -según se desprende de la carta que el doctor Miguel Cané, padre, le dirigió en 1860, la cual figura al frente de su libro; y las poesías líricas, imponiéndose al estudio separado de La fibra salvaje y Lázaro que, no obstante las creencias generales, tienen menor vitalidad como obras de conjunto"
Sobre La fibra salvaje y Lázaro. "Carecía Gutiérrez del don "objetivo" de la vida, de la facultad soberana de plasmar seres humanos; y aunque La fibra salvaje y Lázaro se muevan en el mundo indeciso de la leyenda, no satisfacen la trama y el mecanismo de sus acciones. Faltan cohesión y ductilidad. Es forzado, hasta el movimiento mismo de las personas, en el drama. En La fibra salvaje Ezequiel ama a Lucía:
¡Él la soñó para el hogar sereno
Donde el ideal de la ilusión se anida,
Y la encontró, para su hogar perdida,
En el sagrado del hogar ajeno!
"Huye enseguida, dejándola presa de fatales presentimientos. En el canto tercero, Ezequiel aparece convertido en monje":
Monje de los altares
Muy larga es tu oración. La noche avanza
¿Velas en ella, tú, cuando descansa
De recuerdos el alma y de pesares?
¡Muy larga es tu oración! Pasó la hora
Del rezo y la plegaria;
La campana sonora
Apagó ya su lamentable acento,
Y en la tranquila celda del convento
¡Reina la triste noche solitaria!
Extraña es tu plegaria;
Y el claustro helado y lóbrego y desnudo
No es tampoco un altar: tú no te humillas,
No ruegas de rodillas,
¡Y estás de pie reconcentrado y mudo!
.   .    .   .   .
Nadie a afrontar su intimidad se atreve,
Su gesto es como el bote de una lanza,
¡Y hay algo en él que revelar parece
Que aquella tempestad le arrulla el alma!
"Allí se encuentra una noche con el marido de Lucía, vendida por aquél después de una orgía (en el canto segundo, La fuerza del destino, Lucía hizo esa confidencia a Ezequiel, en un encuentro sumamente casual). Julio se confiesa y gime, y Ezequiel le dice":
¡La sombra del pesar está en mi frente!
¿Por qué, entonces, tu alma envilecida
Cree que no alcanzó la pasión demente
Que agita aún las horas de tu vida?
"Ezequiel mata a Julio (el cuadro tiene sombría majestad) y se fuga. En el canto cuarto, convencido de que Lucía ha muerto, se incorpora a las fuerzas de San Martín y, combatiendo en nombre de la patria, muere por la eterna libertad".
"No basta decir con el bondadoso Cané, padre, que este poema evoca 'las endechas de Gulnara y los acentos del Corsario' para que la crítica admita su excelencia. Es la tendencia rommántica pura, la inverosimilitud más acabada, cuadros desasidos sobre fondo opaco, y las figuras, exceptuando la de Ezequiel, ni contorneadas aparecen: argumento a saltos, cuyos recursos son de trivialidad desesperante, en espíritu tan grande".

## Obras publicadas
Sus 4 obras poéticas más importantes fueron publicadas y recopiladas:
- Poesías escogidas de Ricardo Gutiérrez (publicadas por Biedma, 1878, la reedición de 1901 disponible en internet[3]), incluye:
  - Poemas (que en la edición por La Cultura Argentina, 1915, "precedido de un estudio crítico por Juan Antonio Argerich", disponible en internet[4]), incluye los dos poemas:
    - La fibra salvaje (1860)
    - Lázaro (1869)

  - Poesías líricas (que en la edición por La Cultura Argentina, 1916, está "con una introducción de Carlos Muzzio Sáenz-Peña"), incluye las dos series de poesías líricas:
    - El libro de las lágrimas (1878).
    - El libro de los cantos (1878).

Complementan su producción un poema en prosa titulado "Cristián" (publicado como folleto, 1880) y numerosos escritos menores, en prosa y en verso, que fueran colaboración en diarios y revistas y que pueden considerarse inéditos: Raquel, Carlota, Perdón, varios Nocturnos y Paisajes, que aún no han sido reunidos en una colección de sus obras completas.